# Odontocarya monandra
Odontocarya monandra är en tvåhjärtbladig växtart som beskrevs av R.C. Barneby. Odontocarya monandra ingår i släktet Odontocarya och familjen Menispermaceae. Inga underarter finns listade i Catalogue of Life.